# Stigmatura
Stigmatura es un género de aves paseriformes perteneciente a la familia Tyrannidae que agrupa a dos especies originarias de Sudamérica, donde se distribuyen desde el este de Ecuador hasta el noreste de Brasil, y hasta el norte de la Patagonia argentina. A sus miembros se les conoce por el nombre vulgar de rabicanos.

## Etimología
El nombre genérico femenino «Stigmatura» se compone de las palabras del griego «stigma, stigmatos» que significa ‘punto’, ‘mancha’, y «oura» que significa ‘cola’.

## Características
Los rabicanos forman un grupo bien distinguido de atractivos y esbeltos tiránidos con largas colas graduadas, midiendo entre 13,5 y 15 cm de longitud. Se distribuyen en matorrales de varios tipos.

## Lista de especies
De acuerdo a las clasificaciones del Congreso Ornitológico Internacional (IOC), y Clements Checklist/eBird agrupa a las siguientes especies, con el respectivo nombre popular de acuerdo con la Sociedad Española de Ornitología (SEO), excepto cuando referenciado: 
| Imagen | Nombre científico                | Autor                          | Nombre común                  | Estado de conservación | Distribución |
| ------ | -------------------------------- | ------------------------------ | ----------------------------- | ---------------------- | ------------ |
|        | Stigmatura napensis              | Chapman, 1926                  | rabicano menor                | LC                     |              |
|        | Stigmatura bahiae                | Chapman, 1926                  | rabicano de Bahía             | LC                     |              |
|        | Stigmatura budytoides            | (d'Orbigny & Lafresnaye, 1837) | rabicano mayor                | LC                     |              |
|        | Stigmatura (budytoides) gracilis | J.T. Zimmer, 1955              | rabicano mayor de la caatinga | NE                     |              |

## Taxonomía
Algunos autores, como Ridgely & Tudor (2009), consideran a las subespecies S. napensis bahiae y S. budytoides gracilis que se distribuyen en las caatingas del noreste brasileño, como especies separadas, debido a diferencias morfológicas y de vocalización con las respectivas especies nominales. Sin embargo, esto no era seguido por la mayoría de las clasificaciones, como el Comité de Clasificación de Sudamérica (SACC).
Más recientemente Aves del Mundo (HBW) y Birdlife International (BLI) consideraron a Stigmatura bahiae como una especie separada con base en la gran distancia geográfica de la nominal, diferencias de vocalización y diferencias menores de plumaje; lo que fue seguido por las principales clasificaciones.
Los amplios estudios genético-moleculares realizados por Tello et al. (2009) descubrieron una cantidad de relaciones novedosas dentro de la familia Tyrannidae que todavía no están reflejadas en la mayoría de las clasificaciones. Siguiendo estos estudios, Ohlson et al. (2013) propusieron dividir Tyrannidae en cinco familias. Según el ordenamiento propuesto, Stigmatura permanece en Tyrannidae, en una subfamilia Elaeniinae Cabanis & Heine, 1859-60, en una tribu Euscarthmini Ihering, 1904, junto a Zimmerius, Inezia, Euscarthmus, Ornithion, parte de Phyllomyias, Camptostoma y Mecocerculus (excluyendo Mecocerculus leucophrys).